# هل أباد (فولاد لوي الجنوبي)
هل أباد (بالفارسية: هل‌آباد) هي منطقة سكنية تقع في إيران في قسم فولاد لوي الجنوبی الريفي. يقدر عدد سكانها بـ 137 نسمة .